# Мальвецци Бонфьоли, Винченцо
Винченцо Мальвецци Бонфьоли (итал. Vincenzo Malvezzi Bonfioli; 22 февраля 1715, Болонья, Папская область — 3 декабря 1775, Ченто, Папская область) — итальянский кардинал, доктор обоих прав. Магистр Палаты Его Святейшества с 9 сентября 1743 по 26 ноября 1753. Архиепископ Болоньи с 14 января 1754 по 3 декабря 1775. Кардинал-священник с 26 ноября 1753, с титулом церкви Санти-Марчеллино-э-Пьетро с 10 декабря 1754.